# Arie de Munnik
Arie de Munnik (9 februari 1945 - Tenerife, 16 september 2012) is een voormalig Nederlands voetbalscheidsrechter die van 1983 tot 1989 in de Eredivisie floot. Na zijn carrière werd hij onder meer voorzitter van AVV Zeeburgia. Op 16 september 2012 overleed hij in Spanje.